# HaOlam haZeh

Leser einer Ausgabe der HaʿOlam haZeh mit Titelblatt von 1948

haʿOlam haZeh (hebräisch הָעוֹלָם הַזֶּה haʿŌlam haSeh, deutsch ‚Diese Welt‘) war ein politisch linksstehendes israelisches Nachrichten- und Unterhaltungsmagazin, das 1937 im Völkerbundsmandat für Palästina gegründet wurde und bis 1993 erschien, das die Politik der israelischen Regierung vor allem gegenüber den arabischen Nachbarn kritisch betrachtete. Herausgegeben wurde es seit 1950 von Uri Avnery, der gleichzeitig bis 1990 Chefredakteur war.
Das Vorgängermagazin war 1937 unter dem Namen „Tescha BaʿErev“ (hebräisch תֶּשָׁע בָּעֶרֶב ‚Neun am Abend‘) gegründet worden, dann aber im Jahre 1946 in HaʿOlam haZeh umbenannt worden. Im Jahre 1950 wurde es von Uri Avnery, Schalom Cohen und zwei weiteren Besitzern, so u. a. Nachum Eitan, gekauft. Bis auf Avnery zogen sich die übrigen Besitzer aus dem Verlagsgeschäft zurück.
Bekannt wurde das Magazin für seine Kombination aus investigativen Reportagen und der anderseits eher boulevardähnlichen Aufmachung.
Der Nachrichten- und der Unterhaltungsteil, in dem gelegentlich auch erotische Fotos zu sehen waren, waren klar getrennt: Der Vorderteil war das Nachrichtenmagazin, das Unterhaltungsmagazin wurde auf dem Kopf stehend in der hinteren Hefthälfte gedruckt, so dass man „im Handumdrehen“ zwei Magazine hatte.
Unter demselben Namen gab es auch in den 1960ern eine Partei, auf deren Liste auch unter anderem Uri Avnery zur Knessetwahl antrat.
Mit der neueren, deutschsprachigen Onlinepublikation haOlam.de hat haʿOlam haZeh nichts zu tun.